# Heinrich von Taube

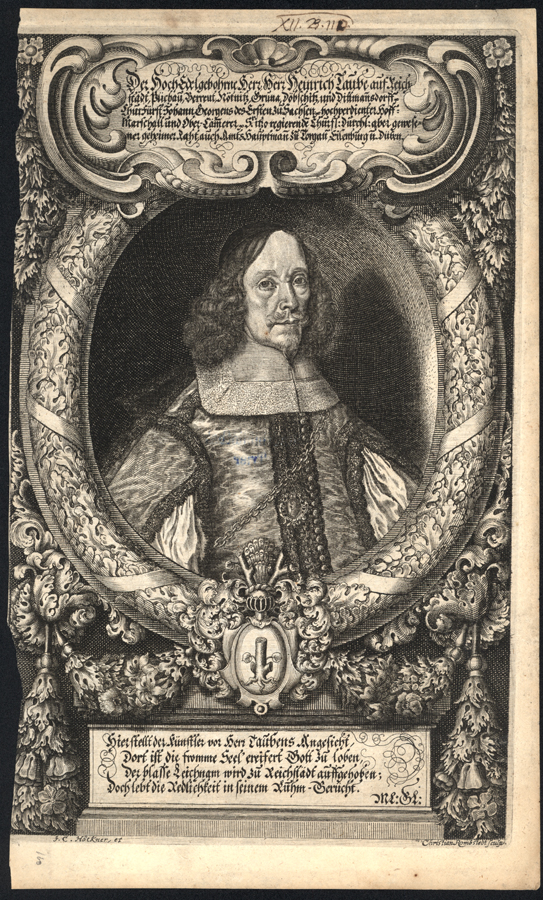
Heinrich von Taube

Heinrich von Taube (* 23. Februar 1592 in Reval, Schwedisch-Estland; † 24. Juli 1666 in Dresden) war ein Oberhofmarschall und Oberkämmerer am kursächsischen Hof, sowie Amtshauptmann und Rittergutbesitzer in Sachsen. Er stammte aus dem deutsch-estländischen Adelsgeschlecht der von Taube.

## Herkunft
Die Familie von Taubes stammte aus einem deutsch-baltischen Rittergeschlecht, welches in und um Reval, dem heutigen Tallinn in Estland, ansässig war. Im Zuge der Kriege zwischen Schweden und Polen verließen 1602 einige Familienangehörige ihre angestammte Heimat. Davon kehrten 1604 einige zurück.
Gemeinsam mit den ebenfalls aus der Familie Taube stammenden
- Dietrich von Taube (* 1594; † 1639), Reichsfreiherr, kursächsischer Generalmajor, ab 1635 Oberhofmarschalls und ab 1637 Landvogt der Oberlausitz und dessen Brüdern
- Reinhardt von Taube (* 1595; † 1662), Reichsfreiherr und Oberstallmeister und
- Claus Niklas von Taube (* 1593; † 1654), Reichsfreiherr, kursächsischer Oberst und Stadtkommandant von Dresden, Amtshauptmann von Chemnitz,

gehörte die Familie zu den bedeutendsten Personen am Hofe der Kurfürsten von Sachsen. Sie erlangten angesehene und einflussreiche Positionen.

## Werdegang
Im Jahre 1606 begleitete Heinrich von T. seinen Vater Ludwig an den schwedischen Hof, dort erlernte er die Aufgaben der Hofbediensteten. Als Page kam er in die Obhut des schwedischen Hofmarschalls Heinrich von Horn. In dessen Auftrag wurde er zum Gefolgsmann des Pfalzgrafen von Pfalz-Neuburg eingeteilt und reiste mit diesem an den pfalzgräflichen Hof. Danach wurde er dem brandenburgischen Oberstleutnant Wilhelm von Goldstein zugeteilt und besuchte Pommern, Preußen und die Mark Brandenburg, danach kehrte er an den pfalzgräflichen Hof zurück. 1609 reiste er abermals mit Goldstein an den brandenburgischen Hof nach Ansbach und danach war er als Begleiter dem Markgrafen Joachim Ernst von Brandenburg-Ansbach nach Annaburg zugeteilt worden. Zu dieser Zeit hielt Kurfürst Christian II. (1583–1611) einen Landtag ab, zu dessen Höflingen gehörte Dietrich von Taube (†1639), der als Kammerjunker bei dem vormaligen Herzog Johann Georg und späteren Kurfürsten, in Diensten war. Auf Fürsprache Dietrichs wurde Heinrich am 17. September 1609 zum Kammerpagen des Herzog Johann Georgs bestellt. Im Jahre 1611 wurde Johann Georg Kurfürst von Sachsen und Heinrich wurde 1619 zum Kammerjunker befördert. 1623 ernannt ihn der Kurfürst zum Oberkämmerer, 1634 zum Amtshauptmann der Ämter Torgau und Eilenburg. Ab 1632 war er als Hofmeister und Präzeptor für die Ausbildung der drei jüngeren Söhne Kurfürst Johann Georgs I., der Prinzen August, Christian und Moritz, zuständig. Am 30. August 1639 wurde er als Nachfolger von Dietrich von Taube zum Oberhofmarschall bestallt. Er war nun in Personalunion Oberkämmerer und Oberhofmarschall und bekleidete somit die höchsten Hofämter. Nach dem Tode Johannes Georgs I. im Jahre 1656 bat er um seine Entlassung, dem wurde durch Kurfürst Johann Georg II. stattgegeben. In Anerkennung seiner Verdienste erhielt er den Titel eines Geheimen Rats und wurde zum Amtshauptmann von Düben ernannt.

## Gutsbesitzer
Kurfürst Johann Georg I., in dessen besonderer Gunst Heinrich von T. stand, schenkte ihm 1621 das Rittergut Reichstädt, der sich daraufhin dort ansässig machte. Weiterhin erhielt er 1626 vom Kurfürsten ein Haus in Dresden. 1629 kaufte er das Schloss und Gut Nöthnitz, das er im darauffolgenden Jahr seiner Frau Clara überschrieb. 1637 erwarb er die Grundherrschaft Püchau und ab 1639 gelangte er in den Besitz einiger Güter in der Oberlausitz. 1640 wurde ihm vom Kurfürsten das Rittergut Berreuth geschenkt.

## Familie
Die Eltern Heinrichs von T. waren Ludwig Taube und Hedwig Selwig aus dem Hause zu Taal. Er heiratete 1620 auf dem Residenzschloss Dresden die Kammerjungfrau Clara Schütz (1595–1652) aus Orlamünde. In ihrer 36-jährigen Ehe hatten sie acht Kinder: Georg; Ludwig Heinrich (1622–1636); Caspar Heinrich (1623–1646), Kammerjunker; Georg Heinrich; Hans Heinrich; Maria Lüttgart; Dorothea Sibylle († 1667) und Sophia. Heinrich von T. starb am 24. Juli 1666 und wurde nach den Begräbnisfeierlichkeiten in der Sophienkirche zu Dresden auf seinem Rittergut Reichstädt beigesetzt.

## Quelle
- Johann Gottfried Büchner, Über die kursächsischen Reichsherren von Sachsen. In: Genealogische Adels-Historie Oder Geschlechts-Beschreibung Derer Im Chur-Sächsischen und angräntzenden Landen zum Theil ehemahls, allermeist aber noch ietzo in guten Flor stehenden ältesten und ansehnlichsten Adelichen Geschlechter Und aus selbigen entsprungenen verschiedenen Freyherrlichen und Hoch-Gräflichen Häuser: Worinnen Derselben Alterthum, Abstammungen, Wappen, Eintheilung derer Geschlechts-Häuser, Herrschaften, Lehn- und Ritter-Güther, wie auch Leben und Thaten der berühmtesten Hoch-Adelichen Personen ... deutlich beschrieben, Johann Gottfried Büchner, Band 2, Autoren Valentin König, Johann Burkhard Mencke, Georg Wilhelm Kirchmaier, Johann Gottfried Büchner, Verlag Deer, 1729, Original von Bayerische Staatsbibliothek, Digitalisiert 16. Aug. 2010, Seite 1135–1167
- Karl August Müller (Dresden), Forschungen auf dem gebiete der neueren geschichte: Kurfürst Johann Georg der erste; Bände 1-2 von Forschungen auf dem gebiete der neueren geschichte, Verlag Fleischer, 1838, Original von Harvard University, Digitalisiert 16. Nov. 2007
- Alexander Hänel: Die Familie von Taube in Sachsen, in: Matthias Donath/Lars-Arne Dannenberg (Hrsg.): Lebensbilder des sächsischen Adels, Band II, Bernstadt a. d. Eigen: Via Regia Verlag 2016, ISBN 978-3-944104-13-3, S. 9–46.